# Lichtenberg (Frankfurt nad Odrą)
Lichtenberg – dzielnica w południowo-zachodniej części Frankfurtu nad Odrą. Na jej terenie znajduje się jedna z dwóch wież Bismarcka w tym mieście (druga mieści się w Booßen).
Na mapie topograficznej wydanej w 1947 roku przez Wojskowy Instytut Geograficzny Sztabu Generalnego Wojska Polskiego odnotowano wariantową nazwę w języku polskim w brzmieniu Orlica.

## Galeria

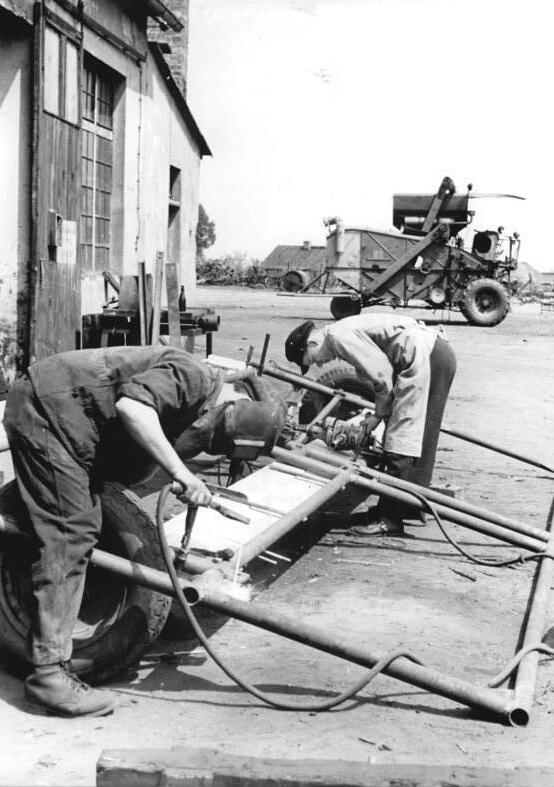
Lichtenberg w 1956 r.
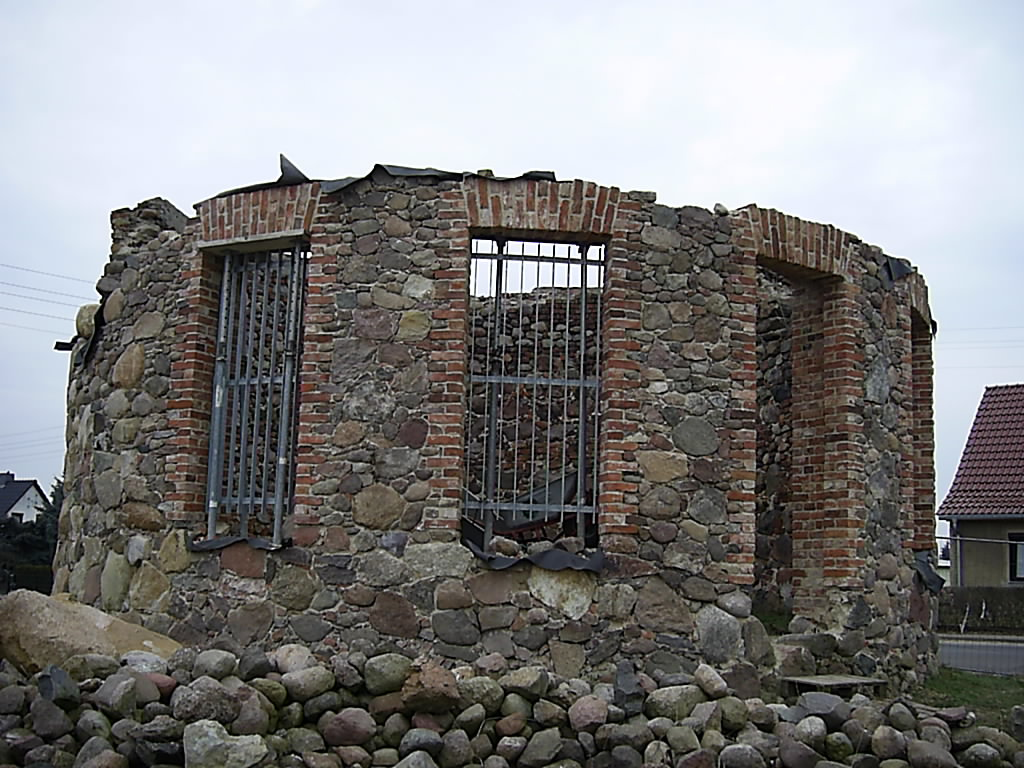
Pozostałości wieży we Frankfurcie nad Odrą, w dzielnicy Lichtenberg.